# Эшли-Купер, Энтони, 3-й граф Шефтсбери
Энтони Эшли-Купер Шефтсбери (англ. Anthony Ashley Cooper, 3rd Earl of Shaftesbury) (26 февраля 1671, Лондон — 4 февраля 1713, Неаполь) — английский философ, писатель и политик, деятель Просвещения. Третий граф Шефтсбери. Автор работ, собранных в трёх томах «Характеристики людей, нравов, мнений, времен», посвящённых этическим, эстетическим, религиозным и политическим проблемам.

## Биография
Родился в Лондоне в доме своего деда и тёзки — лорд-канцлера, первого графа Шефтсбери, — который и занимался его воспитанием. В воспитании участвовал Джон Локк, работавший секретарём у лорд-канцлера. Обучение проходило согласно принципам, изложенным в труде Локка «Размышления относительно образования» (англ. Thoughts concerning Education), ребенка обучали латинскому и греческому специальным разговорным методом, что вскоре принесло свои плоды: к восьми годам Эшли мог свободно владеть обоими языками.
В ноябре 1683 года, несколько месяцев спустя после смерти первого графа, отец отправил его в Винчестерский колледж. Будучи робким и недоверчивым, в колледже он испытывал большие трудности, не находя общего языка со сверстниками. Покинул колледж в 1686 году, после чего отправился в заграничное путешествие.
В 1689 году, через год после «Славной революции», лорд Эшли вернулся в Англию и пять лет вёл скромную и тихую жизнь, посвящённую учебным делам. Большая часть его времени была посвящена чтению классических античных авторов. Однако он не стремился к полному уединению и 21 мая 1695 года стал членом Палаты общин, но состояние здоровья вынудило его уйти из парламента после роспуска в июле 1698 года. В этом же 1698 году он опубликовал сборник сочинений кембриджского платониста Бенджамина Уичкоута «Избранные проповеди». Затем лорд Эшли переехал в Нидерланды, где он завёл новые знакомства, в кругу его друзей были Жорж-Луи Леклер, Пьер Бейль, знаменитый голландский теолог Филипп ван Лимборх. Все они были членами особого литературного кружка, здесь Шефтсбери принимал участие в беседах на темы философии, политики, морали, религии. Тем временем, пока он пребывал за границей, без его согласия Толандом был впервые опубликован «Опыт о добродетели или достоинстве» (англ. Inquiry concerning Virtue or Merit), написанный Шефтсбери уже в двадцать лет.
После возвращения из Роттердама, где он провёл ровно год, он наследовал своему отцу и стал 3-м графом Шефтсбери. Теперь он снова занялся политикой. Он принял активное участие в выборах 1700—1701 годов от партии вигов, вошёл в Палату лордов. Во время правления Вильгельма III влияние графа Шефтсбери в государственных делах только укреплялось, но после смерти короля и прихода королевы Анны, он должен был оставить занимаемый им пост вице-адмирала Дорсета и вернуться к обычной жизни.
В августе 1703 года он снова поселился в Нидерландах. Несколько улучшив здоровье, он вернулся в Англию в 1704 году. Его занятия теперь почти полностью были посвящены литературе, и с этого момента он много писал, работая над трудами, которые впоследствии вошли в «Характеристики». Он проявлял огромный интерес к политике, особенно войне против Франции, сторонником которой он был.
Шефтсбери было около сорока, когда он женился, хотя сделал он это во многом по наущению своих друзей, отчасти из необходимости иметь наследника графского титула. Женился он в 1709 году, а через год родился его единственный сын и тёзка — будущий 4-й граф Шефтсбери.
Шефтсбери почти не публиковался до 1708 года, за исключением предисловия к вышеупомянутому изданию проповедей Уичкоута и изданного без его согласия «Опыта о добродетели». Как раз в это время (1708) французские крестьяне-протестанты, вынужденные бежать из Франции после отмены Нантского эдикта и поселившиеся в Англии, взбудоражили англичан своим сумасбродным и вызывающим поведением. Против них предлагалось применить самые разные репрессивные меры, в то время как граф Шефтсбери выступил с позицией, что лучшее оружие против фанатизма — высмеять его. По этому поводу им было написано «Письмо об исступлении» (англ. Letter Concerning Enthusiasm to Lord Somers), датированное сентябрём 1707 года и изданное на следующий год анонимно. Это письмо вызвало много споров. В мае 1709 года он вернулся к этому разговору и напечатал другую работу, озаглавленную «Общее чувство: опыт о свободе остроумия и чувстве юмора» (англ. Sensus Communis, an Essay on the Freedom of Wit and Humour). Следом были опубликованы работы «Моралисты, философская рапсодия» (англ. The Moralists, a Philosophical Rhapsody; 1709) и «Солилоквия, или совет автору» (англ. Soliloquy, or Advice to an Author; 1710). Все его работы публиковались анонимно, и ни на одной из них нет даже его инициалов. В 1711 году появилось первое издание в трех томах «Характеристики людей, манер, мнений и времен» (англ. Characteristics of Men, Manners, Opinions, Times).
Ухудшающееся состояние вынудило графа Шефтсбери уехать в Италию в июле 1711 года. В ноябре он поселился в Неаполе. Его основное занятие в это время состояло в подготовке второго издания «Характеристик…», которое вышло вскоре после его смерти в 1713 году.

## Философия
Идеи и мыслители, оказавшие влияние на Шефтсбери:
- Античность. Неоплатонизм и стоицизм.
- Кембриджские неоплатоники.
- Пантеизм Джордано Бруно.[2]
- Сенсуализм и либерализм Локка.

Этическая концепция во многом построена на критике эгоистической доктрины человеческой природы Томаса Гоббса.
Круг проблем, рассматриваемых Шефтсбери, ограничивался этикой, религией и эстетикой, а также можно назвать политику, к которой он не оставался равнодушным даже после того, как ему пришлось отойти от государственных дел. Однако все эти сферы для него полностью исчерпывали содержание философии и, по сути, представляли собой органичное и неразделимое единство.

### Принципы познания человека: наблюдение и телеология
Познание человеческой природы по Шефтсбери должно основываться на наблюдении и телеологии. Эмпиризм недостаточен сам по себе, так как рассмотрение предмета вне его связи с целым непродуктивно и бессмысленно. Так, например, нельзя разобраться в устройстве часов, не имея понятия о том, для чего они служат, говорит Шефтсбери. Для наблюдения же человека необходимо держать в уме его предназначение, ту цель, которая свойственна его природе. Наблюдение и телеология должны идти нога в ногу, наблюдение предполагает наличие цели, которая, в свою очередь, может и должна быть обнаружена благодаря наблюдению. Таким образом, философия Шефтсбери объединяет, с одной стороны, телеологический подход, согласно которому существует гармоничный космический порядок, в котором каждый его элемент занимает отведенное ему место и имеет цель существования, с другой стороны, строгое наблюдение.

### Этика
Шефтсбери (наряду с Локком) можно назвать создателем просвещенческой этики сенсуализма. Его идеи непосредственно повлияли на этические концепции Ф. Хатчесона, Д. Юма, А. Смита, Ж.-Ж. Руссо, Д. Дидро. Более конкретно его этику можно определить как пантеистический эвдемонизм, который характеризуется неотделимостью моральности человека от пантеистически понимаемой природы, единством человека и рода, индивида и универсума, чувств и разума, склонностей и долга.
Принцип единства человека и природы. Природа представляет собой гармоничное целое, включающее в себя и человеческую природу. Это единство познается творческой деятельностью человека в науке, искусстве, философии; оно познается в гармоничном устройстве мироздания, в эстетическом чувстве порядка.
Понятие добра у Шефтсбери включено не только в систему социальных отношений, но применяется и к природе в целом. Критерием, по которому Шефтсбери определяет добро, является его служение всеобщему, способствование «благоденствию» мироздания. Мир предстает как иерархическая упорядоченная система подклассов, в совокупности составляющих единое целое таким образом, что самостоятельно взятое существо, будучи благодетельным и способствуя благоденствию своего рода, способствует также и благоденствию Целого. То есть, гармонирующее с Целым — доброе, не гармонирующее — злое; или добро — естественно, зло — неестественно и т. п.
Добро, таким образом, есть качество, свойственное не только человеку, но и всякому целесообразному существу и определяемое своим отношением к Целому. Человека же отличает нравственность и способность быть добродетельным, или, другими словами, способность выбирать между хорошим и плохим. Это возможно благодаря способности образовывать общие понятия внешних вещей и, главное, внутренних склонностей, привязанностей и чувств.
Любое действие побуждается чувством, или склонностью, как говорит Шефтсбери, в то время как разум сам по себе не может быть побудителем и достаточной причиной поступка. Склонность же может быть добродетельной или порочной, и та и другая проявляются у человека, но, благодаря нашим рефлективным способностям, мы можем формировать отношение к склонностям (чувствам) как к хорошим или плохим. То есть, нам присуща способность формировать общее понятие склонности, или идею чувства, которая и подсказывает нам правильность тех или иных намерений, справедливость или несправедливость поступков и т. д.
Шефтсбери называет эту способность «чувством справедливого и несправедливого», или «моральным чувством». Моральное чувство — это врождённое человеку чувство симпатии к добру и антисимпатии к злу. Моральное чувство, будучи развитым в человеке образованием и постоянным применением, образует положительное отношение к тем склонностям, которые способствуют благоденствию общества, а через него и мироздания в целом, и негативное по отношению к тем склонностям, которые приуменьшают его.
Шефтсбери называет три вида склонностей (побуждений), которые могут стать причиной поступка:
1. общественные, или естественные, т. е. такие, которые ведут к общему благу;
2. эгоистические, тоже естественные, но ведущие к личному благу;
3. неестественные наклонности, не ведущие ни к общему, ни к частному благу (ненависть, злоба).

Нравственность заключается в сбалансированном соотношении общественных и эгоистических наклонностей. Вместе с тем он отмечает, что для человека естественно совмещать эгоистические и общественные интересы, т. к. доведенные до крайности одни из них губительны для человека.
Конечная цель человеческого существования — добродетельность. Быть добродетельным значит быть счастливым. Здесь сыграло свою роль влияние на Шефтсбери стоицизма. Разделяя удовольствия тела и удовольствия ума, он заключает, что человек счастливый зависим от удовольствий ума, а не тела, и добродетельная жизнь есть несомненный способ достичь духовной автономности и счастья. Добродетельный человек, по Шефтсбери, не зависит от превратностей судьбы и обстоятельств.
Шефтсбери отстаивает независимость нравственности от религии. Человек религиозный необязательно окажется добродетельным, и, наоборот, нравственный человек вполне может быть атеистом. Он отвергает теологический волюнтаризм Локка, согласно которому истинно нравственным может считаться только такой поступок, который исходит из божественного установления, «от воли и закона Бога».
Шефтсбери не признавал свободной воли, в смысле способности человека сделать совершенно независимый выбор. «Ибо как бы воля ни была свободна, мы видим, что настроение и каприз (Fancy) управляют ею».
В сфере политики Шефтсбери считал, что общество должно строиться на принципах свободы, он отстаивал свободу слова и свободу религии.

### Критика «эгоистического человека» и Теории общественного договора Т. Гоббса
- Руководствуясь критерием гармонии, Шефтсбери возражает Гоббсу и выводит добродетель дружелюбности (взаимной привязанности, взаимной помощи), как необходимого качества моральности. Мотивом добродетельных поступков является дружелюбность, а не личный интерес. Более того, это качество взаимной привязанности свойственно человеку от природы.
- Шефтсбери особо подчеркивает важность мотива поступка, а не самого поступка. Истинно добродетельный субъект имеет неэгоистические намерения. 
«Почему человек должен оставаться добродетельным, если знает, что за проступок не понесет наказание?», или как ещё этот вопрос формулирует Шефтсбери «Почему человек должен быть добродетелен во тьме?». Шефтсбери полагает, что человек, задающий подобный вопрос, уже утратил свою добродетель. Тот, кто беспокоится о добродетели ради неё самой, не нуждается в дополнительных причинах для её поддержания, а тот, кто спрашивает о дополнительных условиях, не ставит то, что является истинной добродетелью на первое место.
- Споря с Теорией общественного договора, Шефтсбери утверждает, что не существует такого естественного состояния человека, при котором ведётся война всех против всех, как его описывает Гоббс. Естественным состоянием для человека может быть только существование в обществе, человек — социален. Так, он пишет в «Моралистах»: «Если только, с другой стороны, строение наших существ было схоже с нашим… если у них была память, чувство привязанности, то очевидно, что они так же мало могли бы по собственному желанию воздержаться от жизни в обществе, как и сохранить жизнь без него»[9]. Кроме того, Шефтсбери вопрошает, если для человека естественно состояния непослушания и аморальности, то как возможно вообще установление каких бы то ни было законов? Если способность держать обещанное слово не заложена в человека от природы, то никакой общественный договор не сможет создать у него чувство долга.

### Эстетика
Сферы этического и эстетического родственны по Шефтсбери. В некоторых же местах он утверждает, что добродетель — это род прекрасного или, более того, что они полностью тождественны. Например, он сравнивал то приятное чувство, которое испытывает человек от созерцания произведения искусства, со схожим приятным чувством от созерцания морального поступка; или говорил, что мотивация у художника, создающего картину, и у человека, делающего добро, — одна и та же. Шефтсбери утверждал, что добродетельный человек тот, кто пытается преобразовать свою жизнь в предмет «моральной красоты», так же как и художник, который стремится создать превосходный образец искусства.
На этом общие черты этического и эстетического не заканчиваются. Эстетическая оценка бескорыстна. Подобно тому, как подлинный добродетельный поступок не основывается на личном интересе, так и эстетическая оценка является непредубежденной и бескорыстной.
Эстетические суждения имеют естественное происхождение, но, как и моральное чувство, они нуждаются в развитии образованием.
Шефтсбери размещает все прекрасное на трехступенчатой иерархической лестнице. К первому уровню прекрасного принадлежат так называемые «мертвые формы» — физические объекты, искусственно сделанные человеком, и объекты природы. Второй уровень соответствует тому прекрасному, которое является в человеческом разуме, то есть можно сказать, что сюда относится сфера идеального. Третья форма объединяет две уже перечисленные и служит им источником происхождения. Это — возвышенное, или высшие идеи, принадлежащие Богу.

## Основные работы Э. Шефтсбери
«Характеристики людей, нравов, мнений, времен» (Characteristics of Men, Manners, Opinions, Times)
Том 1
- «Письмо об энтузиазме» (A Letter Concerning Enthusiasm)
- «Sensus Communis: опыт о свободе остроумия и чувстве юмора» (Sensus Communis, an Essay on the Freedom of Wit and Humour)
- «Солилоквия, или совет автору» (Soliloquy, or Advice to an Author)

Том 2
- «Опыт о достоинстве и добродетели» (An Inquiry Concerning Virtue and Merit)
- «Моралисты, философская рапсодия» (The Moralists, a Philosophical Rhapsody)

Том 3
- Miscellaneous Reflections on the Said Treatises, and Other Critical Subjects
- A Notion of the Historical Draught, or Tablature of the Judgment of Hercules. With a Letter Concerning Design

## Издание на русском языке
- Шефтсбери А. «Эстетические опыты». М., 1975.